# The Tapscott Sessions Vol. 9
The Tapscott Sessions Vol. 9 ist ein Jazzalbum von Horace Tapscott. Die 1983 entstandenen Aufnahmen erschienen 2001 postum auf Nimbus West Records.

## Hintergrund
Im Jahr 1982 begann Tapscott eine Reihe von Solo-Piano-Stücken im Lobero Theater in Santa Barbara einzuspielen, die großteils noch zu Lebzeiten (zuletzt The Tapscott Sessions Vol. 8, 1997) erschienen. Weitere Stücke wurden nach seinem Tod im Jahr 1999 von Tom Albach aus dem Nachlass veröffentlicht, neben Volume 9 im Jahr 2001 Vol. 10 (2003) und schließlich Vol. 11 im Jahr 2007. Die Musik des neunten Bandes wurde von 18 Jahre alten Audio-Kassetten überspielt, weil die Produzenten keinen originalen JVC-Digitalrecorder finden konnten, auf dem diese Aufnahmen ursprünglich gemacht wurden. Das Album enthält neben drei Eigenkompositionen von Tapscott Standards und Jazztitel von Sigmund Romberg („Softly, as in a Morning Sunrise“), Duke Ellington („Fleurette Africaine“, ein Stück aus Money Jungle von 1962), Horace Silver („Strollin’“, von Silvers LP Horace-Scope von 1960), Mongo Santamaría („Afro Blue“) und Benny Golson („Whisper Not“).

## Titelliste
- Horace Tapscott: The Tapscott Sessions Vol. 9 (Nimbus West NS2369C)[2]

1. It Never Happened Before (H. Tapscott) 5:10
2. Fleurette Africaine (Duke Ellington) 7:55
3. Afro-Blue (Mongo Santamaria) 6:00
4. Love in Bloom (H. Tapscott) 7:25
5. Strollin’ (Horace Silver) 6:40
6. Whisper Not (Benny Golson) 10:10
7. Fair-To-Middlin’ (H. Tapscott) 6:05
8. Softly, as in a Morning Sunrise (Sigmund Romberg) 10:50
9. Anwar (H. Tapscott) 5:10

## Rezeption
Scott Yanow verlieh dem Album in Allmusic vier Sterne und schrieb, der legendäre Pianist Horace Tapscott habe während seiner Karriere viel zu wenig Gelegenheit gehabt, aufgenommen zu werden. Glücklicherweise habe das Nimbus-Label eine große Auswahl privater Bänder gerettet, auf denen Tapscott Solopiano spielte. Volume 9 mag nicht fehlerlos sein, aber Tapscotts Spiel sei bei diesen Auftritten von 1983 exzellent. Da Tapscott fünf Jazzstandards zusätzlich zu vier seiner besseren Eigenkompositionen darbiete, sei dies eine der zugänglicheren dieser Veröffentlichungen. Tapscott habe einen originellen Stil besessen, der von seiner eigenen Art von Hard Bop bis hin zu freieren Klängen reichte, oft innerhalb desselben Stücks. Diese Sologrübeleien würden zwar manchmal aus dem Takt geraten und oft den Eindruck erwecken, Tapscott laut denken zu hören, doch da er einen so fruchtbaren und kreativen Geist hatte, sei dies dennoch eine lohnende Anschaffung.